# Ian Gillan

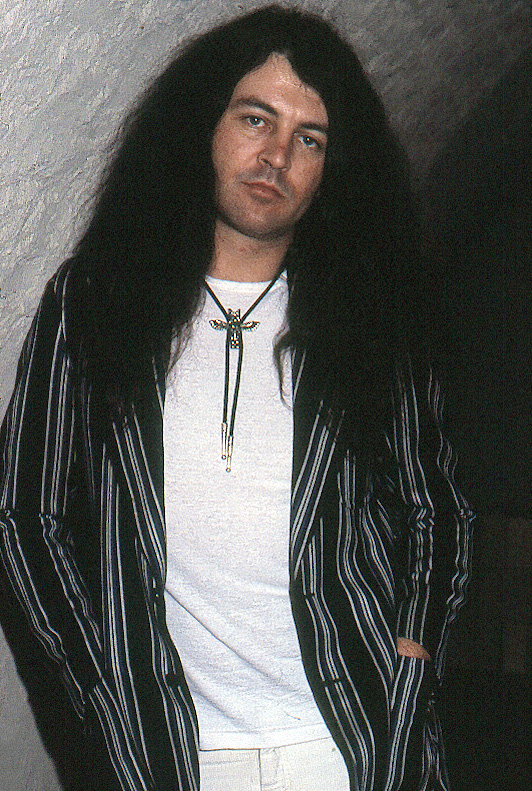

Ian Gillan (Hounslow, 1945. augusztus 19. –) angol énekes és dalszerző. A Deep Purple zenekar második szólóénekeseként vált híressé, korábban az Episode Six zenekar énekese volt. 1976 óta saját zenekarával és szólóban is készített albumokat.

## Zenei pályafutása

### Deep Purple
1969-ben került Rod Evans helyére a Deep Purple-be. Az új (klasszikus) felállással felvett, első kislemezükön hallható Hallelujah című dal mérföldkőnek számít. Lendületes heavy hangzása már akkor meglepte a közvéleményt, véget vetve a Beatles korszaknak. Rendkívül színes, érces, kemény hangjával, óriási hangterjedelmével nagyban hozzájárult a Deep Purple új hangjának kialakításához és sikereihez. Négy, a rocktörténelemben klasszikusnak számító nagylemezt vesznek fel:
Deep Purple in Rock (1970), Fireball (1971), Machine Head (1972), Who Do We Think We Are (1973).
1973-ban már sok nézeteltérés támadt a zenekar "nagyágyúja", Ritchie Blackmore és Gillan között, ezért Gillan a basszusgitáros Roger Gloverrel kilép a Deep Purple-ből.
1984-ben újra egyesül a Deep Purple és kiadják a nagy sikert aratott Perfect Strangers c. albumukat. Sajnos Gillan hangjából kezd eltűnni az az ércesség, ami a korábbi albumokon még hallható volt. Blackmore többször nyilatkozta, hogy Gillan nem vigyázott eléggé a hangjára (sokat ivott és dohányzott). Ez tovább súlyosbította a Blackmore és közte már korábbról is meglévő ellentétet. Ezért a The House of Blue Light album kiadása után kilépett a Deep Purple-ből. Helyét Joe Lynn Turner vette át, aki Blackmore másik, Rainbow névre keresztelt zenekarának az énekese volt a nyolcvanas évek elején. 1990-ben Turnerrel veszik fel a kevésbé sikeres Slaves and Masters albumot. A következő lemezük megjelenése előtt a kiadó kész tények elé állítja a zenekart: vagy visszahívják Gillant, vagy nem jelentetik meg a The Battle Rages On albumot. Gillan hangja ekkor már árnyéka önmagának. 1994-ben Ritchie Blackmore végleg kilép a Deep Purple-ből.

### Black Sabbath
1983-ban lép be a Black Sabbath zenekarba, melynek egy évig tagja. Vele készítik el a Born Again és a Gillan Tapes című albumukat. Eredetileg más nevet akartak felvenni, a kiadó azonban ragaszkodott a Black Sabbath névhez, így végül továbbra is megtartották nevüket.Dobosként visszatért hozzájuk az immár józan Bill Ward. A négyes az angliai Shipton-on-Cherwellbe utazott (Oxfordshire-ben található), hogy nekilássanak az új album felvételeinek, a The Manor stúdióban. Az album Born Again címmel, 1983 szeptemberében jelent meg. A produceri teendőket saját maguk mellett Robin Blackre bízták. A lemez mind a rajongoktól, mind a kritikusoktól vegyes fogadtatásban részesült. A lemez leghíresebb dala talán a Zero The Hero, amely Gillan kedvence is a Sabbathtal készített munkái közül. A lemez a brit listákon a 4. helyen debütált, míg az Egyesült Államokban 39. lett.A megjelenésre rá egy évtizeddel az Allmusic kritikusa Eduardo Rivadavia "félelmetes"nek nevezte az albumot, megjegyezve, hogy Gillan bluesos stílusa és humoros dalszövegei teljesen nem passzolnak a Sabbath sötét és nyomasztó világához.Az albumot követő turné után Bill Ward ismét elhagyta az együttest, helyére a korábban az Electric Light Orchestrában is megfordult Bev Bevan került. Az 1983-84-ben lebonyolított világturnét már ő játszotta végig, amely Európában startolt a Diamond Head társaságában, majd a tengerentúlon folytatódott, ahol a Quiet Riot és a Night Ranger voltak a turnépartnereik. 1983-ban a Reading fesztivál főzenekaraként léptek fel, ahol a Purple Smoke on the Waterjét is előadták. A turné során a Stonehenge dalra utalva, egy óriási méretű Stonehenge emlékmű is helyet kapott a színpadon. Ezt később a This Is Spinal Tap című filmben is kiparódizálta a filmben szereplő zenekar.

### Szólóban
Ian Gillan énekli Jézus szerepét Andrew Lloyd Webber, Jézus Krisztus szupersztár című rockoperájának eredeti felvételén. 1975-ben Megalapította Jazz-Rock zenekarát Ray Fenwick gitárossal , John Gustafson basszistával ( ex-Quatermass , ex-Roxy Music ) és Mark Nauseef amerikai dobossal aki Jack Bruce felvételein dolgozott csatlakozása előtt és tagja volt az Elf-nek ami a Deep Purple-nek volt a nyitó zenekara.
Később csatlakozott hozzájuk Mike Moran session-zongorista. Le is szerződtek az Island Records-hoz. 1976 januárjában megjelent első albumuk Child In Time 
néven Angliában 55.-k lett Svédországban pedig 36. 1976 februárjában Moran elhagyta a csapatott helyére Micky Lee Soule érkezett ( ex-Elf és Rainbow ).
Vele készült a Clear Air Turbulence című második albumuk ami 1977-ben jelent meg de megbukott. Soule a lemez elkészülte után elhagyta a zenekart. Ezután csatlakozott a csapathoz Colin Towns billentyűs aki a csapat feloszlásáig a zenekar tagja maradt. 1977 októberében kiadták a Scarabus-t ami ismét megbukott és le is járt a szerződésük a zenekarral így kiadójuk kidobta őket. A Japánban lekötött fellépéseket és Európában is koncerteztek is de 1978-ban a turné végeztével feloszlottak.

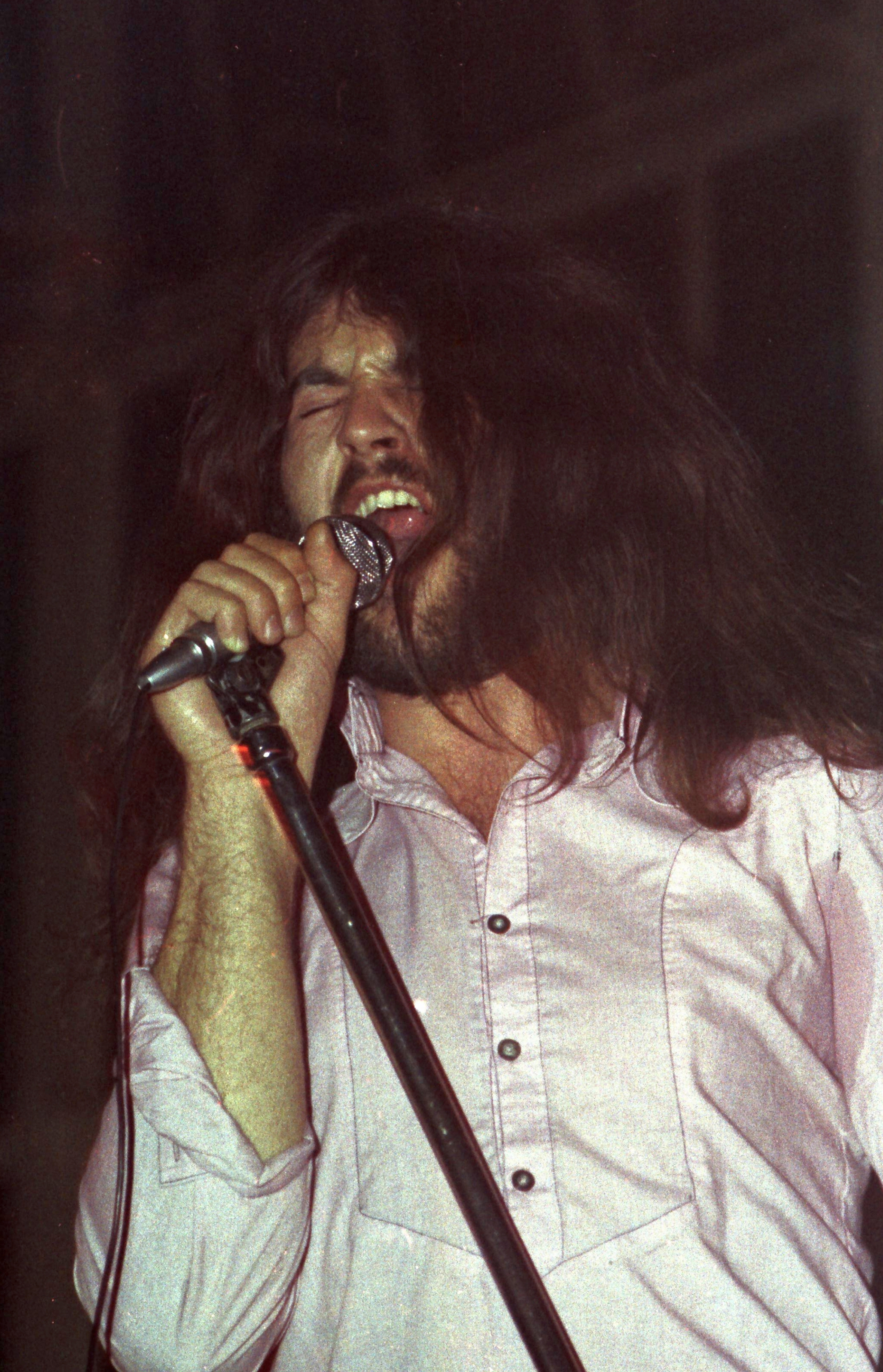

### Gillan
1978 júliusában Colin Towns billentyűssel, Liam Genockey dobossal, John McCoy basszusgitárossal és Steve Byrd szológitárossal megalakult a Gillan.
Japánban, Ausztráliában és Új Zélandon egy kis, független lemezkiadóval kiadták első lemezüket, amelyet A Japán Albumnak neveznek. Ezután 1978 decemberében debütált Reading-ben a Reading Fesztiválon a Gillan. 78 karácsonyán Ritchie Blackmore felhívta Gillant, hogy legyen a Rainbow új énekese, de Gillan ezt elutasitotta az 1973-ban történek miatt. 1979-ben megjelent a Mr. Universe című lemez csak Angliában, ahol 11-dik lett, majd leszerződtek az Acrobat Recordshoz, a Virgin R. egyik cégéhez. A brit heavy metál új hullámnak köszönhetően népszerűek lettek Európában is. Eközben Genockey helyére Pete Barnacle, míg Steve Byrd helyére Bernie Tormé került. 1980-ban megjelent a Virgin gondozásában a Glory Road, ami a 3. helyig jutott a brit albumlistán.
Később Amerikában nagysikerű koncerteket adtak a turné végéig. Barnacle helyére Mick Underwood érkezett, és csatlakozott a zenekarhoz Janick Gers, későbbi Iron Maiden-tag. A turné végén Bernie Tormé távozott a zenekarból. Az új felállás a Top of the Pops-ban debütált, majd Németországban koncerteztek.
A zenekar harmadik lemeze, a Future Shock 2. lett Angliában, és 60 ezres példányszámban fogyott el. 1982-ben megjelent a Double Trouble és a Magic. Egy koncertet adtak még december 17-én a Londoni Wembley Arénában, ahol bejelentette, hogy 1983-ban belép a Black Sabbath-ba, így a zenekar feloszlik.

## Diszkográfia

### Episode Six
- Put Yourself in My Place (1987)
- BBC Radio 1 Live 1998/1969 (1997)
- The Complete Episode Six (1991)
- Cornflakes and Crazyfoam (2002)
- Love, Hate, Revenge (2005)

Válogatásalbumok 1965 és 1969 között készült felvételekkel.

### Deep Purple
Stúdióalbumok
- Deep Purple in Rock (1970)
- Fireball (1971)
- Machine Head (1972)
- Who Do We Think We Are (1973)
- Perfect Strangers (1984)
- The House of Blue Light (1987)
- The Battle Rages On (1993)
- Purpendicular (1996)
- Abandon (1998)
- Bananas (2003)
- Rapture of the Deep (2005)
- No What?! (2013)
- Infinite (2017)

Koncertfelvételek
- Concerto for Group and Orchestra (1969)
- Made in Japan (1972)
- Deep Purple In Concert – BBC Radio sessions 1970/1972 (1980)
- Scandinavian Nights – Live in Stockholm 1970 (1988)
- Nobody's Perfect (1988)
- In the Absence of Pink – Knebworth '85 (1991)
- "Live in Hungary-Budapest '87" (1999)
- Gemini Suite Live '70 (1993)
- Come Hell or High Water (1994)
- Live at the Olympia '96 (1997)
- Total Abandon: Live in Australia (1999)
- Live at the Royal Albert Hall – Concerto's 30th Anniversary (2000)
- Live at the Rotterdam Ahoy (2001)
- Live in Europe 1993 (2006)
- Live at Montreux 2006 (2007)

### Ian Gillan Band
- Child in Time (1976)
- Clear Air Turbulence (1977)
- Scarabus (1977)
- Live at the Budokan (1978)

### Gillan
- Gillan (aka The Japanese Album) (1978)
- Mr. Universe (1979)
- Glory Road (1980)
- Future Shock (1981)
- Double Trouble (live) (1981)
- Magic (1982)

### Black Sabbath
- Born Again (1983)
- Gillan Tapes (1983)

### Gillan & Glover
- Accidentally on Purpose (1988)

### Garth Rockett & the Moonshiners
- Garth Rockett & The Moonshiners Live at the Ritz (1990)

### Szóló
- Naked Thunder (1990)
- Toolbox (1991)
- Cherkazoo and Other Stories ('73/'75 solo sessions) (1992)
- Dreamcatcher (1997)
- Gillan's Inn (2006)
- Gillan's Inn (Deluxe Tour Edition) (2007)
- One eye to morocco (2009)

### The Javelins
- Sole Agency and Representation (1994)

### Egyebek
- Jesus Christ Superstar (1970)